# باشگاه فوتبال زوارتنوتس-ای‌ای‌ال
باشگاه فوتبال زوارتنوتس-ای‌ای‌ال (ارمنی: Զվարթնոց-ՀԱՈւ Ֆուտբոլային Ակումբ – Zvartnots-AAL Futbolayin Akumb) یک باشگاه فوتبال در شهر ایروان ارمنستان بود. این باشگاه در لیگ برتر فوتبال ارمنستان بازی می‌کرد. این باشگاه در سال ۱۹۹۷ تأسیس شد و در سال ۲۰۰۳ منحل شد.